# Jacques Charlin
Pour les articles homonymes, voir Charlin.
Jacques Charlin, né le 2 novembre 1948, est professeur de mathématiques à l'université Claude Bernard Lyon 1.

## Études
Né le 2 novembre 1948, Jacques Charlin est atteint de déficience visuelle. Il étudie à Villeurbanne où il apprend dès l’âge de six ans le braille puis obtient un baccalauréat mathématiques élémentaires, intègre une classe préparatoire au lycée du Parc et passe le concours d'entrée à l'École nationale de la statistique et de l'administration économique où il obtient la septième place. Décidant de changer d'orientation, il obtient avec succès un DEA.

## Carrière professionnelle
Il commence sa carrière dans l'éducation nationale en tant qu'assistant en mathématiques au sein de l'université Toulouse III - Paul Sabatier où il enseigne pendant six ans. De retour à Lyon pour soutenir sa thèse en 1980 à l'université Claude Bernard Lyon 1, il est promu en 1986 maître de conférences en mathématiques et atteint l'échelon hors-classe en septembre 2003. Il enseigne également au lycée du Parc les mathématiques spéciales et les mathématiques supérieures. Il est aussi responsable de la mission handicap à l'université Claude Bernard Lyon 1.

## Vie associative
Jacques Charlin est membre du conseil d'administration de l’association « Voir ensemble » (anciennement Croisade des aveugles), il en préside le groupe du Rhône de 1971 à 1991, puis la commission solidarité internationale de « Voir ensemble ». Il est élu président national de cette association en 1979. Il est aussi président de l’association lyonnaise « Les Amis des Aveugles et Déficients Visuels », trésorier de la Fédération internationale des associations catholiques d'aveugles, vice-président de la Confédération française pour la promotion sociale des aveugles et amblyopes et trésorier de l'association française des espérantistes aveugles.

## Vie privée
Jacques Charlin est marié et père de quatre enfants. Il a aussi 7 petits enfants dont Maxime Charlin. 

## Décoration
- Officier de la Légion d'honneur Il a été promu officier par décret du 30 décembre 2017[6]. Il a été décoré chevalier de la Légion d'honneur par Marie-Anne Montchamp en 2005[7] pour son engagement en faveur des personnes atteintes de déficience visuelle.